# Cleptometopus padangensis
Cleptometopus padangensis är en skalbaggsart som beskrevs av Stefan von Breuning 1943. Cleptometopus padangensis ingår i släktet Cleptometopus och familjen långhorningar. Inga underarter finns listade i Catalogue of Life.